# Ernst Ferdinand Sauerbruch
Ernst Ferdinand Sauerbruch, conocido como Ferdinand Sauerbruch (* 3 de julio de 1875, Barmen, localidad que hoy pertenece a Wuppertal - † 2 de julio de 1951, Berlín), fue un cirujano alemán. Está considerado de los más influyentes cirujanos de la primera mitad del siglo XX. 

## Biografía
Su camino como cirujano le llevó en 1928 al hospital de la Charité en Berlín, donde permaneció hasta 1949. Antes, desde 1903, había trabajado en la Clínica Universitaria de Breslau como asistente del profesor Johannes von Mikulicz-Radecki; allí, tras algunos fracasos, desarrolló la cámara de baja presión, con la que posibilitó las operaciones a tórax abierto y dio inicio a la cirugía de tórax. 
Su nombre aparece en historias de iatrogenesis (efectos adversos a resultas de un tratamiento médico), ya que, avanzado en edad, comenzó a realizar operaciones absurdas en muchos pacientes, con resultados fatales. Aunque sus colegas detectaban sus errores, nadie lo detuvo debido a su fama y poder.

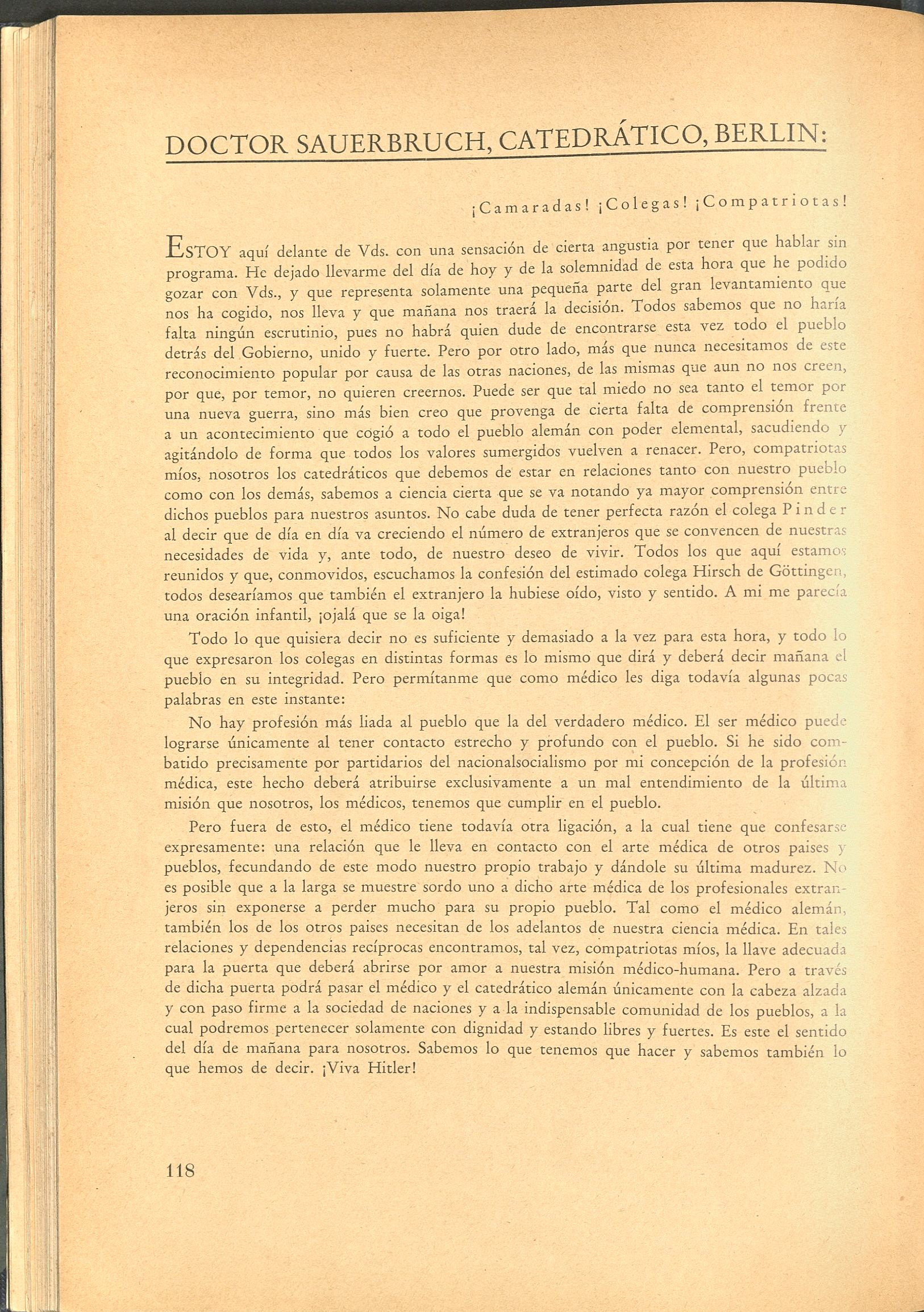
Declaración del profesorado alemán a favor de Adolf Hitler (1933)

Su relación con el nacionalsocialismo fue muy ambigua. Su experiencia médica ayudó a recuperarse de las graves heridas recibidas al coronel de la Wehrmacht, Claus von Stauffenberg, futuro y último conspirador en contra de Hitler.